# Aardbeving Java 2006
De Aardbeving op Java in 2006 vond plaats op zaterdag 27 mei 2006 's ochtends om 05.54 uur lokale tijd op het eiland Java in Indonesië. Getroffen werden de provincies Yogyakarta en Midden-Java. De aardbeving had een sterkte van 6,2 (momentmagnitude). Het hypocentrum lag waarschijnlijk ongeveer 25 kilometer ten zuidzuidwesten van de stad Yogyakarta, 17,1 kilometer onder de zeebodem. Hoewel er onder de bevolking angst was voor een tsunami, bleef deze uit.

## Slachtoffers

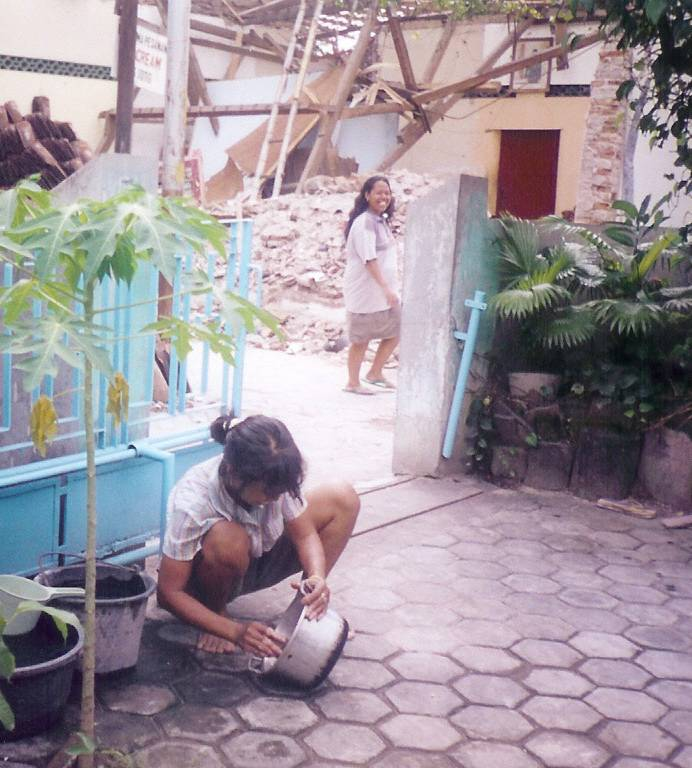
Dagelijks leven tussen de puinhopen in Yogyakarta

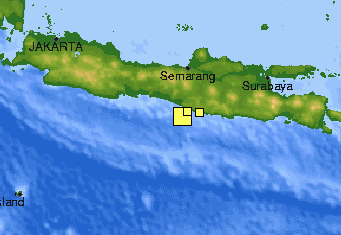
Locatie van de aardbeving

Het officiële dodental had op 1 juni de 6200 al overschreden. Het Rode Kruis verwachtte toen dat nog honderden, misschien zelfs duizenden doden onder het puin lagen. Verder waren er duizenden mensen, waaronder veel kinderen, gewond geraakt. Verreweg de meeste slachtoffers, mogelijk rond 90 procent, zijn gevallen in de regio Bantul, ten zuiden van Jogjakarta; daar waren bijna alle huizen ingestort. Verder was ook Klaten, ten oosten van Yogyakarta, zwaar getroffen. Het ziekenhuis dat zich het dichtst bij het epicentrum van de beving bevond, was het Muhammadiyah-Ziekenhuis van Bantul. Ook in Jogjakarta zijn een aantal ziekenhuizen, waarvan enkele goed geoutilleerd. De ziekenhuizen in en rond Jogjakarta konden het grote aantal slachtoffers echter niet verwerken. De toestroom van slachtoffers was de eerste dagen zo groot dat verpleging tot op de parkeerplaatsen moest plaatsvinden. Sommige slachtoffers moesten worden afgewezen omdat hun letsel niet zwaar genoeg was.
Het ontbrak de overlevenden aan bijna alles. Zij moesten vaak de wacht houden bij hun (deels) ingestorte huizen, omdat anders dieven zich mogelijk van eigendommen meester zouden maken. Overnachten was vanwege het risico op naschokken niet mogelijk in de huizen, maar moest in de buitenlucht gebeuren. Dat was onaangenaam doordat er vrij zware regens losbarstten. Sommigen hadden tenten weten te bemachtigen, velen moesten het doen met plastic of minder.
In de stad Jogjakarta was gebrek aan voedsel; vele winkels waren gesloten of bestonden niet meer. Lange tochten moesten worden ondernomen om aan het noodzakelijkste te komen. Een complicatie was dat de prijzen van benzine, voedingsmiddelen en van andere waren enorm stegen. Benzine tot tienmaal zo hoog als gewoonlijk en voedsel vier- tot vijfmaal.

## Materiële schade
Duizenden gebouwen zijn door de aardbeving ingestort en volgens aanvankelijke schattingen waren 200.000 mensen dakloos geraakt, waarvan ongeveer de helft onderdak bij anderen zou hebben gevonden. Medio juni werd de schatting van het aantal daklozen echter bijgesteld naar 1,5 miljoen. Op veel plaatsen in de regio vielen elektriciteit en telefoonverkeer uit. Door schade aan wegen en bruggen werd het vervoer van slachtoffers bemoeilijkt.
Het boeddhistische tempelcomplex de Borobudur en de hindoeïstische tempel de Prambanan zijn beschadigd.

## Hulp
De president van Indonesië, Susilo Bambang Yudhoyono, gaf het leger opdracht te helpen bij de evacuatie van slachtoffers.
De Europese Unie zegde drie miljoen euro toe voor de hulp aan slachtoffers. De Belgische afdeling van Artsen zonder Grenzen stuurde zes extra hulpverleners naar het regentschap Bantul. Op 29 mei stelden de Samenwerkende Hulporganisaties gironummer 555 open voor een nationale hulpactie.
De door een aantal landen toegezegde hulp bedroeg op 29 mei bijna $ 48 miljoen, plus enkele miljoenen euro's. Toen medio juni het aantal daklozen tien maal zo hoog bleek te zijn als oorspronkelijk werd vermoed, zegde de Nederlandse regering nog eens € 10 miljoen aan hulp toe. Een aantal Nederlandse hulporganisaties bleef langdurig actief in het rampgebied, waaronder het Nederlandse Rode Kruis, dat zich vooral richtte op het ondersteunen van gehandicapten door onder andere aangepaste woningen en sanitaire voorzieningen te realiseren.

## Oorzaak

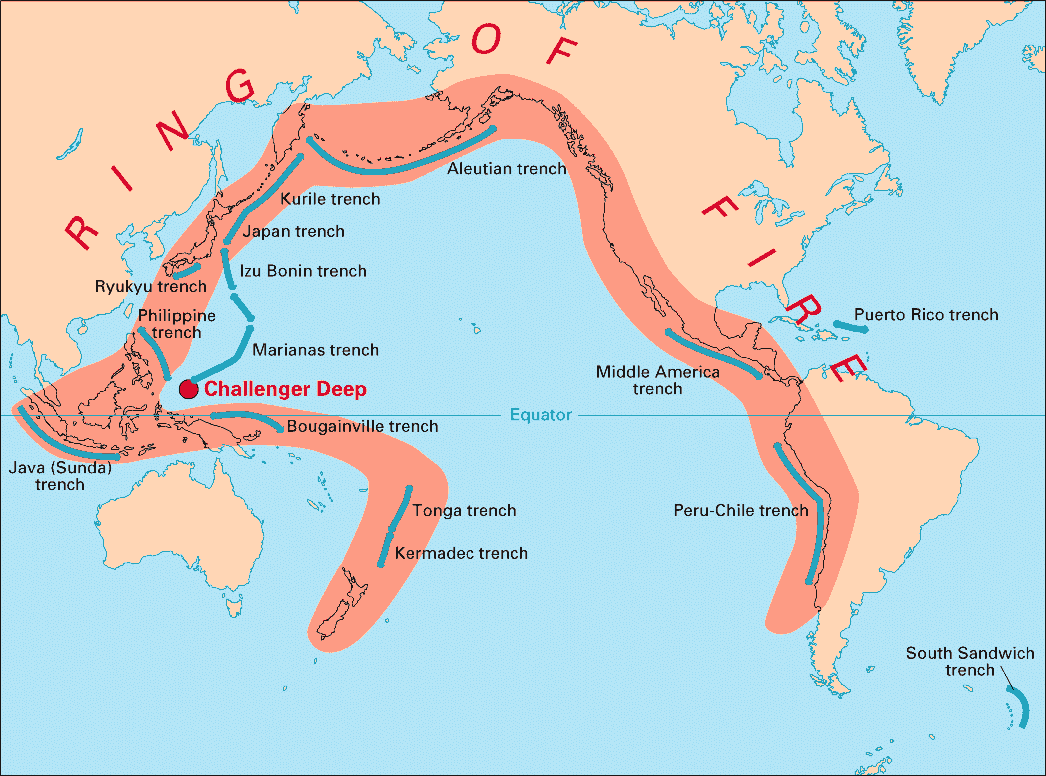
Ligging van de 'ring van vuur'

Java bevindt zich in een zone waar de Australische plaat onder de Sunda Plaat, een deel van de Euraziatische plaat schuift. In feite bevindt de Indonesische archipel zich op de zogenoemde Ring van Vuur. Geologische activiteiten die hiervan het resultaat zijn, veroorzaken de aardbevingen op het eiland. Het verklaart tevens de vulkanische activiteit van bijvoorbeeld de vulkaan Merapi, die ook dicht bij Jogjakarta ligt. De activiteit van de Merapi is na, en waarschijnlijk ten gevolge van, de aardbeving weer toegenomen. Soms worden aardbevingen voorspeld op grond van bepaalde voortekenen. Dat was dit keer niet het geval.